# Макаракский
Макаракский — посёлок в Тисульском районе Кемеровской области России. Входит в Комсомольское городское поселение.

## География
Посёлок расположен на берегу реки Кия в 83 км от железнодорожной станции Тяжин.

## История
Основан в 1913 году как зимовье. С 1920 по 1925 годы входил в состав Берчикульской волости. С 1925 года - в составе Воскресенского сельского совета. В связи с постройкой Кийской ТЭС в 1931 году был присвоен статус рабочего посёлка. 4 сентября 1943 года Макаракский получил статус посёлка городского типа. 
С 2004 года Макаракский — сельский населённый пункт.

## Население
| 1959 | 1970 | 1979 | 1989 | 2002 | 2010 |
| ---- | ---- | ---- | ---- | ---- | ---- |
| 3152 | ↘694 | ↘583 | ↗593 | ↘453 | ↘442 |

## Интересные факты
В поселке расположен центр Государственный природный зоологический заказник «Чумайско-Иркутяновский»